# Automóvil blindado Rolls-Royce
El Rolls-Royce era un automóvil blindado británico, desarrollado en 1914 y empleado en la Primera Guerra Mundial y las primeras etapas de la Segunda Guerra Mundial.

## Historia y desarrollo
El Royal Naval Air Service (RNAS) creó el primer escuadrón británico de automóviles blindados durante la Primera Guerra Mundial.
En setiembre de 1914, todos los chasis de Rolls-Royce Silver Ghost disponibles fueron requisados para crear la base del nuevo automóvil blindado. Al mes siguiente, un comité especial del Departamento del Aire del Almirantazgo, del cual formaba parte el Comandante de Vuelo T. G. Hetherington, diseñó la superestructura del automóvil que estaba formada por la carrocería blindada y una sola torreta armada con una ametralladora Vickers.
Los primeros tres vehículos fueron suministrados el 3 de diciembre de 1914, aunque para entonces el período móvil del Frente Occidental donde habían servido los primitivos predecesores de los Rolls-Royce ya había terminado. Más tarde sirvieron en varios frentes del Medio Oriente. La producción de chasis se suspendió en 1917 para permitirle a la Rolls-Royce concentrarse en la producción de motores de aviones.
El vehículo fue modernizado en 1920 y 1924, dando origen al Rolls-Royce Modelo 1920 y al Rolls-Royce Modelo 1924. En 1940, a 34 vehículos que servían en Egipto con el 11.º Regimiento de Húsares se les reemplazó su torreta cerrada por una abierta, que estaba armada con un fusil antitanque Boys de 13,9 mm, una ametralladora ligera Bren de 7,70 mm y lanzadores de granadas fumígenas.
Algunos vehículos que servían en Egipto e Irak recibieron chasis de camión Fordson y fueron conocidos como automóviles blindados Fordson. Las fotografías los muestran equipados con lo que parecen ser torretas armadas con un fusil antitanque Boys, una ametralladora y dos ametralladoras ligeras para defensa antiaérea.

## Historial de combate

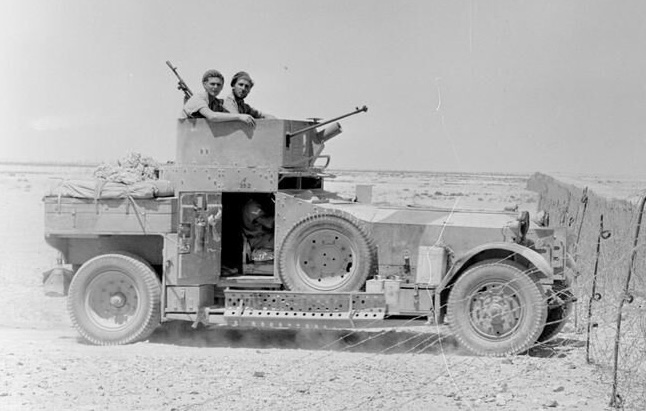
Un Rolls-Royce Modelo 1924 con torreta abierta en el área de Bardia del Desierto Occidental, 1940.

El RNAS formó seis escuadrones de automóviles blindados Rolls-Royce, con 12 vehículos cada uno: un escuadrón fue enviado a Francia, otro a África para luchar en las colonias alemanas y en abril de 1915, dos fueron a Galípoli. Desde agosto de 1915 en adelante, todos los escuadrones fueron disueltos y los automóviles entregados al Ejército, que los empleó en las Baterías Motorizadas Blindadas Ligeras del Machine Gun Corps. Los automóviles blindados eran inadecuados para los lodosos campos de batalla cruzados por trincheras del Frente Occidental, pero podían operar en el Medio Oriente, por lo cual el escuadrón desplegado en Francia fue transferido a Egipto.
Lawrence de Arabia empleó un escuadrón de automóviles blindados Rolls-Royce en sus operaciones contra las fuerzas otomanas. Él consideraba a su unidad de nueve Rolls-Royce "más valiosa que los rubíes" en ayudarle a ganar su Revuelta en el desierto. Esta impresión lo seguiría el resto de su vida; cuando un periodista le preguntó cual sería el objeto que más apreciaría, él dijo "Me gustaría tener mi propio automóvil blindado Rolls-Royce con suficientes neumáticos y gasolina para que me duren toda la vida".

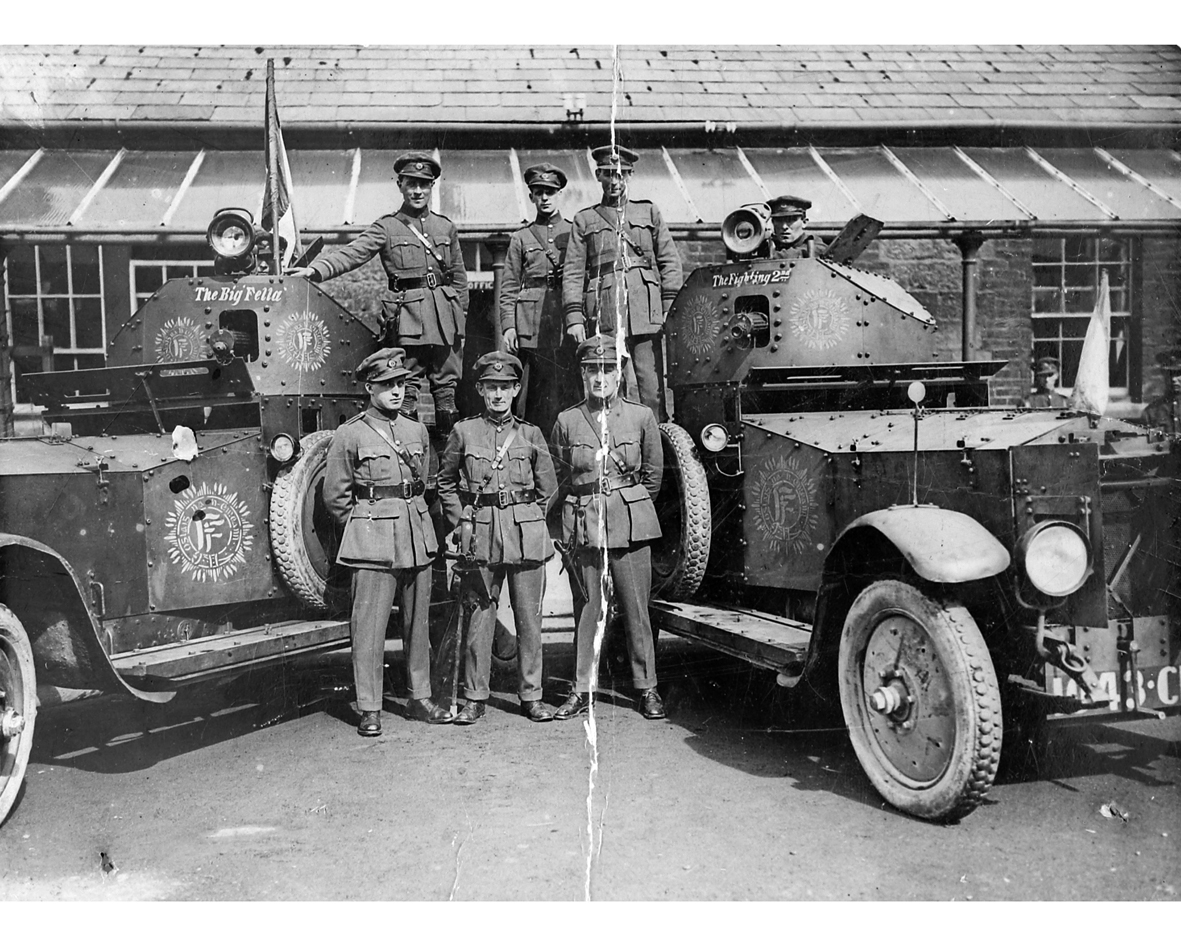
Dos de los trece Rolls-Royce empleados durante la guerra civil irlandesa: El Fighting 2nd (ARR3) y The Big Fella (ARR8).

En la guerra civil irlandesa (1922-1923), el gobierno británico entregó al Estado Libre Irlandés 13 automóviles blindados Rolls-Royce para luchar contra el Ejército Republicano Irlandés. Estos representaron una importante ventaja para el Estado Libre Irlandés en la lucha callejera y la protección de convoyes ante los ataques de guerrilleros,[cita requerida] jugando un importante papel en la retoma de Cork y de Waterford. A pesar de los continuos problemas de mantenimiento y la poca resistencia al clima irlandés, estos automóviles blindados siguieron en servicio hasta 1944, siendo retirados cuando ya fue imposible obtener nuevos neumáticos. Doce unidades del Ejército irlandés fueron desmanteladas y vendidas en 1954.
Al inicio de la Segunda Guerra Mundial, quedaban en servicio 76 vehículos, que fueron empleados en operaciones en el Desierto Occidental, en Irak y en Siria. A finales de 1941, fueron retirados de primera línea mientras nuevos modelos de automóviles blindados estaban disponibles. Algunos automóviles Modelo Indio fueron empleados en el subcontinente indio y en Birmania.

## Variantes
- Mk I Modelo 1920 - con blindaje más grueso para el radiador y nuevas ruedas.
- Mk IA Modelo 1920 - con cúpula para el comandante.
- Mk I Modelo 1924 - torreta con cúpula para el comandante.
- Modelo Indio 1921 - estaba basado en el Modelo 1920. Su carrocería blindada era más espaciosa y tenía una torreta hemisférica con cuatro afustes hemisféricos para montar ametralladoras.[6]
- Automóvil blindado Fordson - Estaba basado en la carrocería blindada de un Modelo 1914. En Egipto, algunos vehículos fueron modificados al instalarles su carrocería sobre chasis de camión Fordson.

A un vehículo experimental se le retiró la torreta, que fue reemplazada por un cañón QF de 1 libra montado sobre un afuste de pedestal. Algunos automóviles blindados iban armados con una ametralladora Maxim en lugar de la Vickers.

## Ejemplares sobrevivientes
- ARR-2, Sliabh na mBan, un Rolls-Royce Modelo 1920 que fue conservado por el Ejército irlandés y es generalmente aceptado como el automóvil que escoltaba al Comandante en Jefe del Ejército Nacional, General Michael Collins, el día en que fue asesinado.[1] Es uno de los más viejos vehículos de combate de infantería en servicio del mundo[7] y uno de los dos automóviles blindados Rolls-Royce originales que todavía están funcionales. Usualmente es expuesto durante desfiles y días de puertas abiertas, frecuentemente propulsado por su propio motor. Recientemente ha recibido un mantenimiento integral, que incluyó su desmontaje completo y montaje.[6] Es mantenido por el Cavalry Corps de las Fuerzas de Defensa irlandesas en su base de Curragh Camp.
- Un Rolls-Royce Mark I Modelo 1920 está expuesto en el Museo de tanques de Bovington, Inglaterra. El vehículo está ubicado en la galería sobre el período de entreguerras del museo. David Wiley, comisario del museo, lo llamó "una de las mejores piezas que tenemos".[1]
- Uno de los 12 Rolls-Royce vendidos por el Ejército irlandés en 1954 (ARR-1 Danny Boy/Tom Keogh), se encuentra en una colección particular de Inglaterra.[cita requerida] La carrocería blindada de este vehículo es una réplica.
- Un automóvil blindado Rolls-Royce Modelo 1920 pintado de color arena está expuesto en el Heritage Center del RAF Regiment de la Base Honington. Anteriormente había estado expuesto en el Museo de la RAF de Hendon. La carrocería blindada es una réplica, construida en la década de 1960 sobre un chasis original de Rolls-Royce Silver Ghost.
- Una réplica de un automóvil blindado Rolls-Royce está expuesta en Eaton Hall, Cheshire, hogar del duque de Westminster. Puede verse en los días de puertas abiertas de la mansión.
- Un Rolls-Royce Modelo Indio 1921 está expuesto en el Museo de tanques de Caballería de Ahmednagar, India.